# The Journal of Geology
The Journal of Geology (ISSN 0022-1376) es una revista científica bimestral creada en 1893 y publicada por la Universidad de Chicago. Cubre varios campos de la geología, como la geofísica, geoquímica, sedimentología, geomorfología, tectónica de placas, petrología, geología estructural, vulcanología, mineralogía y planetología. Cada ejemplar tiene 225 páginas.
En el año 2008 ocupó el tercer lugar en el ranking de factor de impacto de revistas de geología.